# Stabat Baru
Stabat Baru is een bestuurslaag in het regentschap Langkat van de provincie Noord-Sumatra, Indonesië. Stabat Baru telt 5996 inwoners (volkstelling 2010).